# Lasiophanes
Lasiophanes is een geslacht van mieren uit de onderfamilie schubmieren (Formicinae).

## Soorten
- L. atriventris (Smith, F., 1858)
- L. hoffmanni (Forel, 1903)
- L. perplexus (Santschi, 1920)
- L. picinus (Roger, 1863)
- L. strenua (Haliday, 1836)
- L. valdiviensis (Forel, 1904)